# Armorial du pays de Luxembourg
L’Armorial du pays de Luxembourg est un armorial contenant la description des armes des princes de la Maison de Luxembourg, de tous les souverains d'autres maisons ayant régné sur ce pays, des gouverneurs ayant exercé le pouvoir en leur nom, ainsi que celles des familles nobles, bourgeoises ou paysannes, pour autant qu'elles ont pu être retrouvées.

## Auteur
Son auteur en est le docteur Jean-Claude Loutsch né à Paris le 21 juillet 1932 et décédé à Bridel le 24 juillet 2002, médecin ophthalmologue, historien, héraldiste, généalogiste et peintre héraldiste luxembourgeois, qui en assura également les illustrations. La préface est de Léon Jéquier.

## Quelques blasons

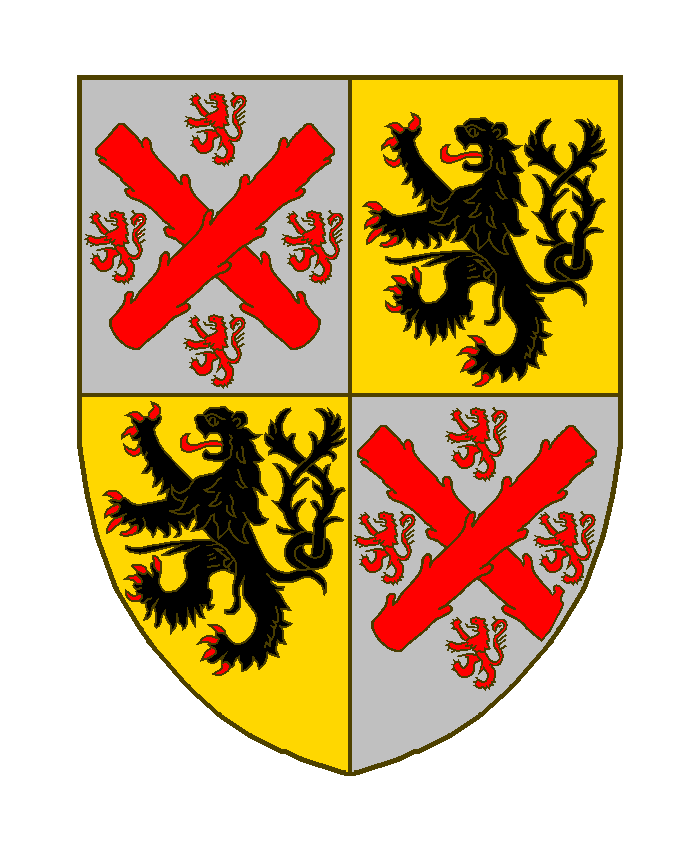
d'Arnoult de Soleuvre
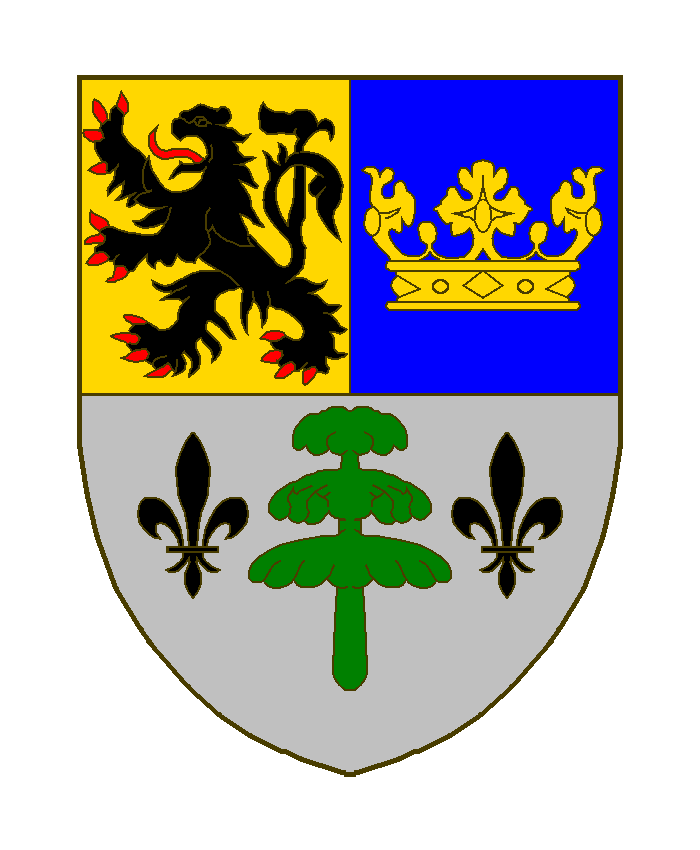
de Blochausen
de Muyser[2]